# پاول پاولوف (کشتی‌گیر)
پاول پاولوف (بلغاری: Павел Павлов Страхилов؛ زادهٔ ۹ ژوئن ۱۹۵۳) کشتی‌گیر اهل بلغارستان است.